# Vodní nádrž Boskovice
Vodní nádrž Boskovice je vodní dílo ležící na říčce Bělá východně od Boskovic.

## Popis
Výška hráze činí 42,5 metrů, délka v patě 160 metrů a délka v koruně pak 305 metrů. Na hrázi je vyasfaltovaná silnice spojující oba břehy. Spotřeba zeminy na vytvoření přehrady přesáhla 492 tisíc metrů kubických. Jelikož se jedná o chráněný vodní zdroj, i když pouze záložní, je zde koupání zakázáno.
Nádrž se táhne úzkým pruhem Melkovského údolí až k hranicím přírodního parku Řehořkovo Kořenecko, na úrovni hráze z ní vystupuje záliv, který se táhne jižně pod obcí Vratíkov až k Vratíkovskému krasu, který je chráněn v rámci přírodní rezervace Vratíkov. Pravý břeh tvoří zalesněná stráň Mojetínského hřbetu.

## Vodní režim
Průměrný dlouhodobý roční průtok k profilu hráze činí 0,33 m³/s. Stoletá voda zde dosahuje 33,5 m³/s.

## Historie
Přehrada byla budována v letech 1985–1989.
V minulosti vedl korytem Okrouhlého potoka plavební kanál Suchý – Šmelcovna, kterým se plavilo dříví z lesů v okolí dnešní obce Suchý do Boskovic, kde se kousek pod dnešní hrází zachytávalo v tehdejší pile zvané Šmelcovna.

### Rekonstrukce 2017–2018
Dne 2. srpna 2017 započala rekonstrukce hráze, díky čemuž byla uzavřena celá hráz pro veřejnost. Z důvodu prací byla přehrada upuštěna o dvanáct metrů. Stavební práce spočívaly zejména ve zvýšení kapacity přelivu, skluzu a vývaru. Dále bylo upraveno odpadní koryto, upravena horní část těsnicího jádra a navazující úpravy koruny hráze. Také byly opraveny dvě mostní konstrukce přes skluz a přes odpadní koryto.
Rekonstrukce zvýšila bezpečnost vodního díla při případných povodních, tak aby riziko ohrožení oblastí podél toku bylo minimální.
Přestavba byla dokončena na podzim roku 2018. Celkové náklady na rekonstrukci byly odhadnuty na 138 milionů Kč.

## Fotogalerie

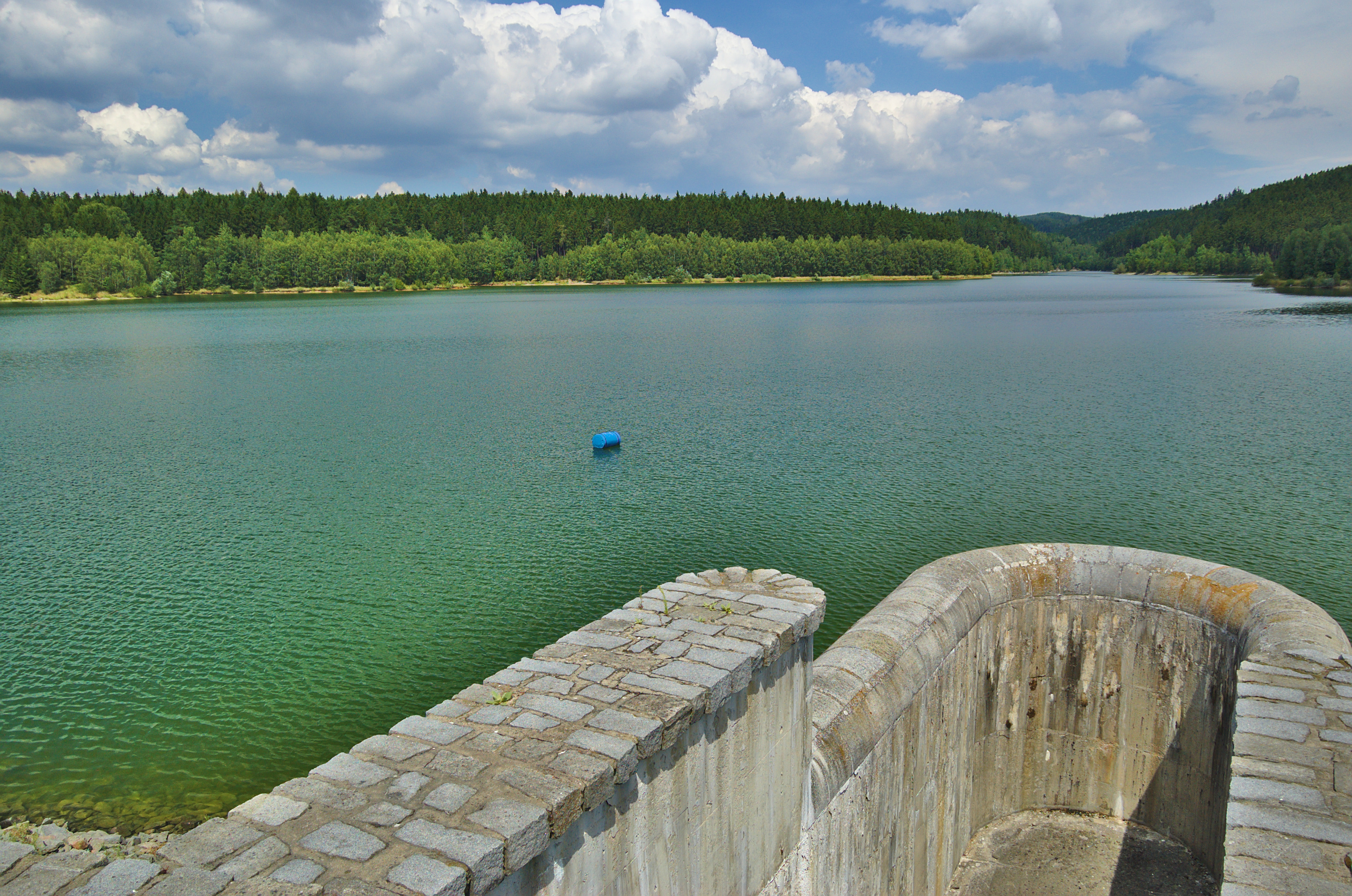
Bezpečnostní přeliv
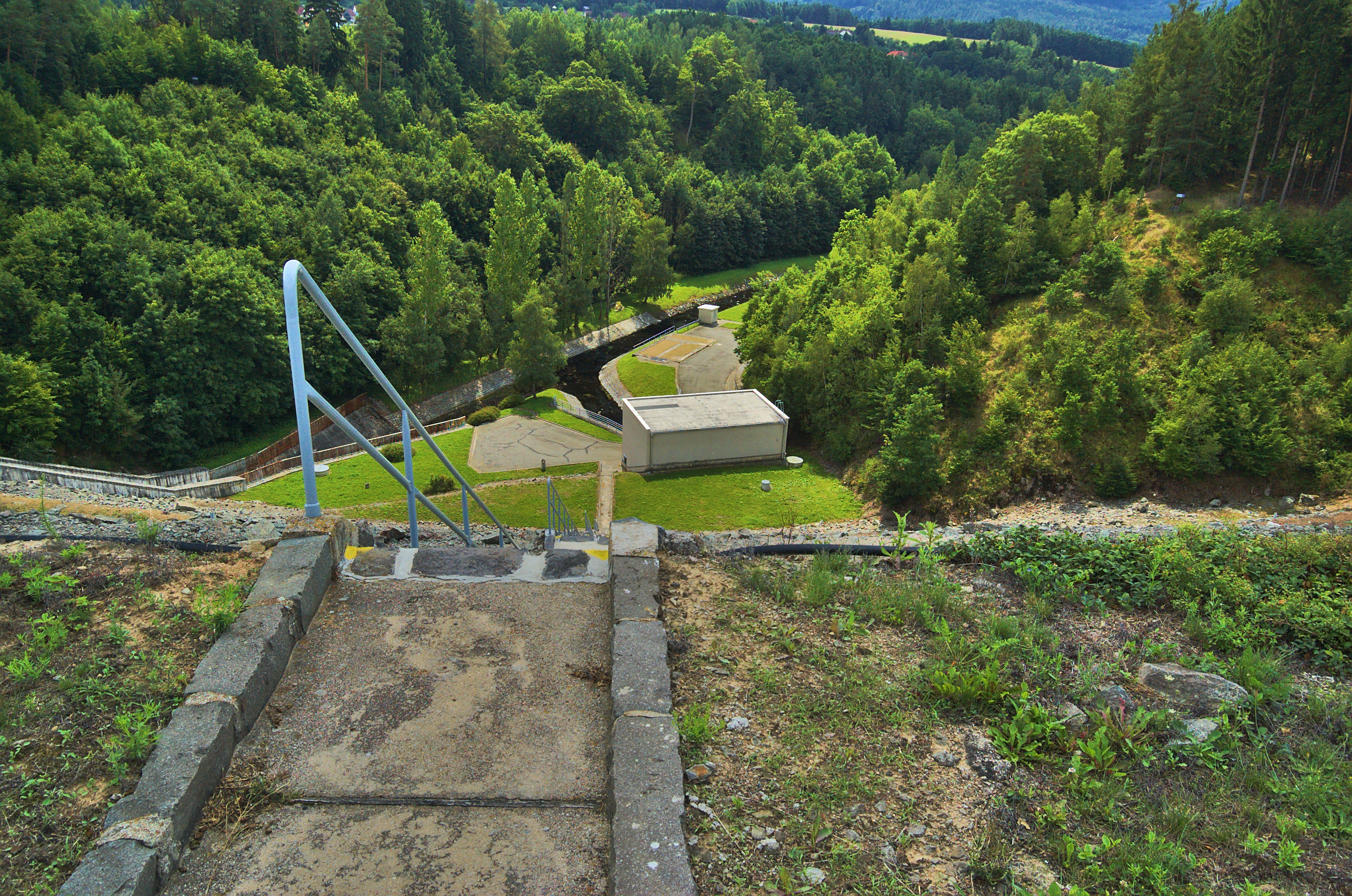
Pohled z hráze dolů na druhou stranu
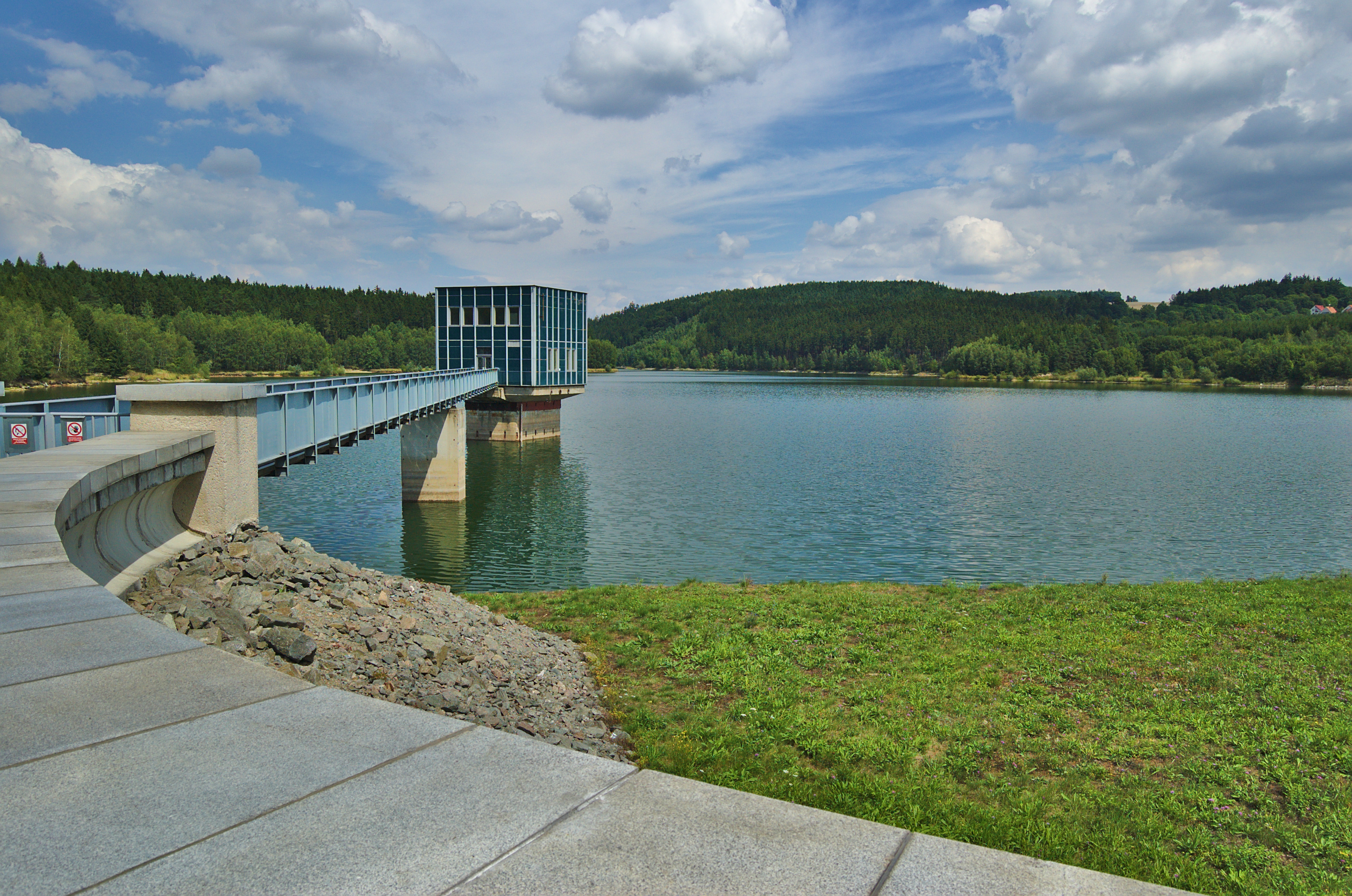
Věž vodárenských odběrů
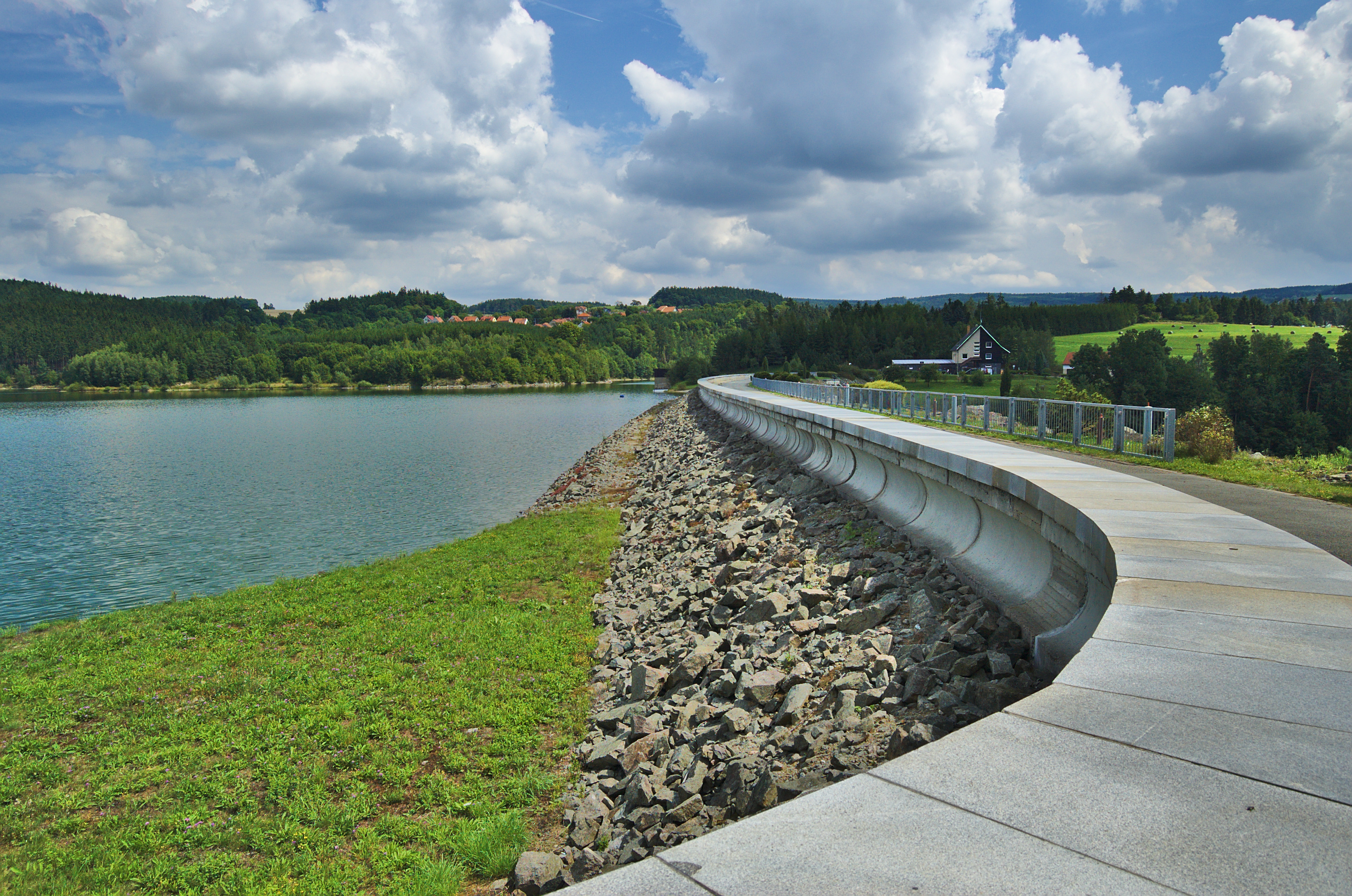
Hráz, v pozadí obec Vratíkov
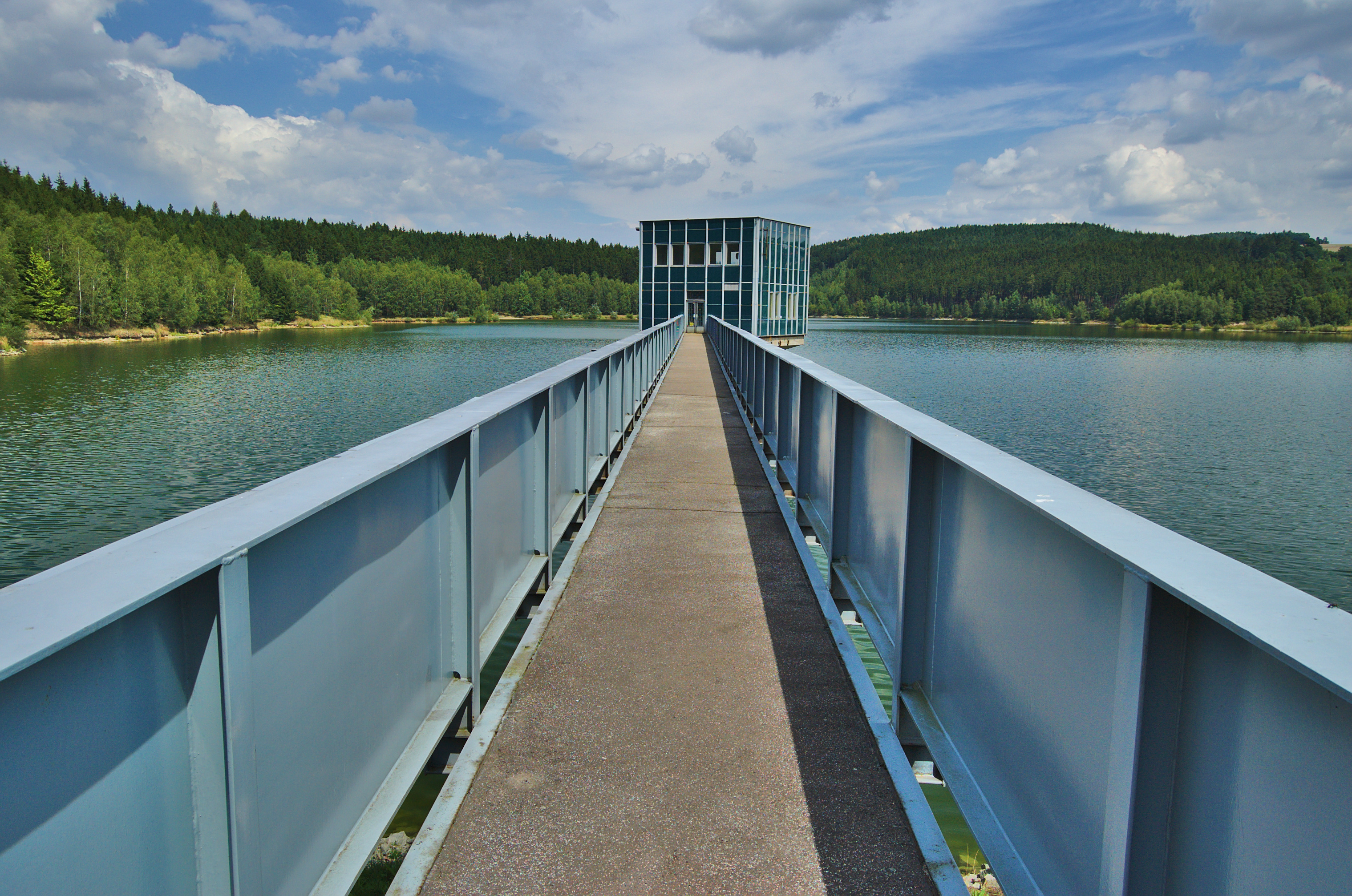
Obslužná lávka ke odběrnému objektu
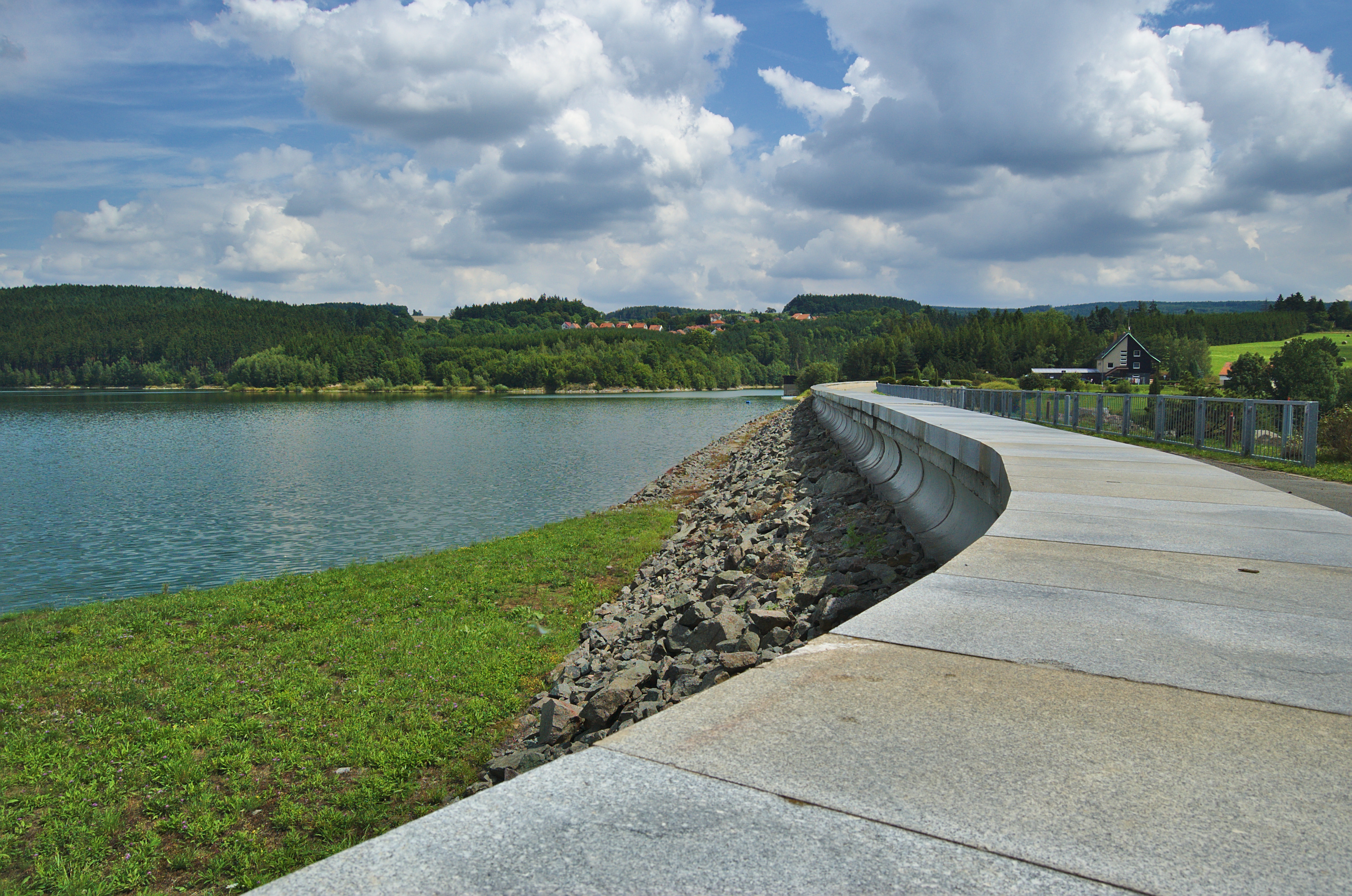
Hráz